# Liste der Landschaftsschutzgebiete im Landkreis Wunsiedel im Fichtelgebirge
Im Landkreis Wunsiedel im Fichtelgebirge gibt es zwei Landschaftsschutzgebiete. (Stand: November 2018)

## Hinweise zu den Angaben in der Tabelle
- Gebietsname: Amtliche Bezeichnung des Schutzgebietes
- Bild/Commons: Bild und Link zu weiteren Bildern aus dem Schutzgebiet
- LSG-ID: Amtliche Nummer des Schutzgebietes
- WDPA-ID: Link zum Eintrag des Schutzgebietes in der World Database on Protected Areas
- Wikidata: Link zum Wikidata-Eintrag des Schutzgebietes
- Ausweisung: Datum der Ausweisung als Schutzgebiet
- Gemeinde(n): Gemeinden, auf denen sich das Schutzgebiet befindet
- Lage: Geografischer Standort
- Fläche: Gesamtfläche des Schutzgebietes in Hektar
- Flächenanteil: Anteilige Flächen des Schutzgebietes in Landkreisen/Gemeinden, Angabe in % der Gesamtfläche
- Bemerkung: Besonderheiten und Anmerkungen

Bis auf die Spalte Lage sind alle Spalten sortierbar.
| Gebietsname                                                                                          | Bild/Commons   | LSG-ID       | WDPA-ID | Wikidata  | Ausweisung | Gemeinde(n) | Lage     | Fläche ha | Flächenanteil                                                                                                | Bemerkung |
| --- | -------------- | ------------ | ------- | --------- | ---------- | ----------- | -------- | --------- | --- | --------- |
| Schutz von Landschaftsteilen in den Landkreisen Hof und Wunsiedel (LSG Lamitzgrund – Südlicher Teil) |                | LSG-00196.02 | 395677  | Q59634833 | 1970       |             | Position | 387,17    | Landkreis Hof (40,2 %), Landkreis Wunsiedel (59,7 %)                                                         |           |
| LSG Fichtelgebirge                                                                                   | weitere Bilder | LSG-00449.01 | 395957  | Q59634836 | 1990       |             | Position | 62728,01  | Landkreis Bayreuth (31,0 %), Landkreis Hof (9,9 %), Landkreis Kulmbach (0,4 %), Landkreis Wunsiedel (58,7 %) |           |